# Reggie Brown
Reginald Wayne Brown, detto Reggie (Austin, 28 settembre 1974), è un ex giocatore di football americano statunitense che ha militato nel ruolo di linebacker nella National Football League (NFL).

## Biografia
Al college, Brown giocò a football alla Texas A&M University. Fu scelto come 17º assoluto nel Draft NFL 1996 dai Detroit Lions. La sua carriera si interruppe nell'ultima partita della sua seconda stagione, quando subì una lesione spinale mentre stava mettendo a segno un placcaggio sull'halfback dei New York Jets Adrian Murrell. Rimase immobile per 17 minuti sul campo del Pontiac Silverdome, perdendo brevemente conoscenza. Una rianimazione cardio-polmonare gli salvò la vita e un'operazione chirurgica di emergenza gli impedì di essere costretto su una sedia a rotelle per il resto della vita.

## Statistiche
| Partite    | 26  |
| Sack       | 2,5 |
| Intercetti | 2   |